# 러시아 경찰
러시아 경찰(러시아어: Полиция России)은 러시아 연방의 법집행 기관이며, 러시아 연방 내정부의 지시를 받아 활동하고 있다.
러시아 경찰은 2011년 옛 소련 시절 쓰던 밀리치야라는 이름을 대신해 새로운 경찰조직으로 탄생했다. 러시아 경찰에 새로이 적용되는 경찰법(러시아어: О Полиции)은 러시아 연방 의회에 의해 비준되었으며, 2011년 2월 7일 러시아 연방 대통령 드미트리 아나톨리예비치 메드베데프에 의해 최종적으로 통과되었다.

## 역사
러시아 연방에 처음으로 경찰이 생겨난 것은 1718년 6월 7일, 표트르 대제의 명에 의해 당시 러시아 제국의 수도였던 상트페테르부르크에 경찰부서를 둔 것이 최초였다. 초대 경찰청장(Polizmeister)으로 임명된 사람은 표트르 대제의 고문이자 시베리아와 상트페테르부르크의 행정관을 지냈던 안톤 데비에르였다. 1722년 1월 19일, 모스크바에도 경찰이 창설되었다. 1866년에는 경찰국에 범죄를 전문적으로 맡아 수사하는 형사국이 생겨났다. 1907년에는 모스크바, 키예프, 리가, 오데사, 티플리스(지금의 트빌리시), 바쿠, 로스토프 나 도누 등 러시아 주요 도시에도 범죄를 수사하는 형사국이 창설되었다. 러시아 제국의 경찰은 1917년 3월 혁명 직후 3월 10일 해산되었으며, 그 후 러시아 임시정부는 4월 17일 기존의 러시아 경찰을 대신할 조직인 밀리치야를 창설해 경찰 업무를 수행했다.

## 2011년 경찰 개혁

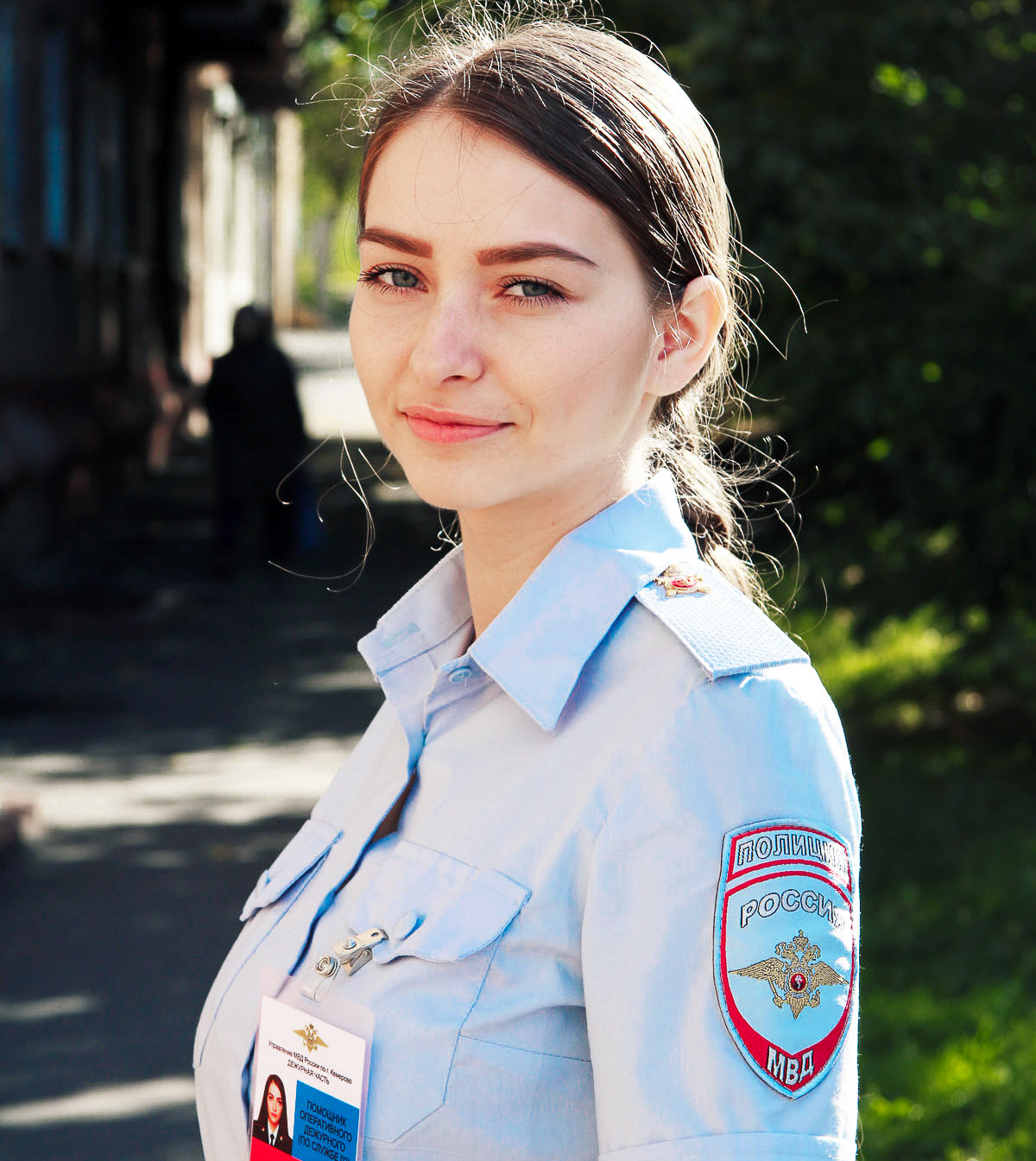
러시아 경찰의 여름 유니폼

러시아 경찰에 관련된 법안은 2010년 10월 27일 러시아 연방 내정부를 개혁하는 과정에서 러시아 연방 대통령인 드미트리 아나톨리예비치 메드베데프에 의해 기존의 경찰을 대신할 기관으로써 소개되었다. 러시아 연방 국가 두마(하원)는 통합 러시아당의 지지를 얻어 2011년 1월 28일 경찰 개혁 법안을 통과시켰으며, 러시아 연방 회의(상원)에서도 2월 2일 통과되었다. 2월 7일, 드미트리 아나톨리예비치 메드베데프 러시아 연방 대통령은 법안에 최종적으로 서명했으며, 경찰법은 3월 1일부터 실시되었다.

## 같이 보기
- 밀리치야
- 러시아 내무부